# Lista över Barack Obamas utrikesbesök som president
Detta är en lista över presidentresor som Barack Obama, USA:s 44:e president, gjort under sitt presidentskap. 

## 2009
Under 2009 gjorde Barack Obama följande utrikesbesök. 
- 19 februari: Kanada
- 31 mars - 2 april: London, Storbritannien
- 3-4 april, Strasbourg, Frankrike
- 3-4 april, Kehl, Baden-Baden, Tyskland
- 5 april, Prag, Tjeckien
- 6-7 april, Ankara och Istanbul, Turkiet
- 7 april, Bagdad, Irak
- 16-17 april, Mexico City, Mexiko
- 17-19 april, Port of Spain, Trinidad och Tobago
- 3-4 juni, Riyadh, Saudiarabien
- 4 juni, Giza och Kairo, Egypten
- 5 juni, Dresden, Buchenwald och Landstuhl, Tyskland
- 5-7 juni, Paris och Caen, Frankrike
- 6-8 juli, Moskva, Ryssland
- 8-10 juli, L'Aquila och Rom, Italien
- 10 juli, Vatikanstaten, Vatikanstaten
- 11 juli, Accra och Cape Coast, Ghana
- 9-10 augusti, Guadalajara, Mexiko
- 2 oktober, Köpenhamn, Danmark
- 13-14 november, Tokyo, Japan
- 14-15 november, Singapore, Singapore
- 15-18 november, Shanghai och Peking, Kina
- 18-19 november, Seoul och Pyeongtaek, Sydkora
- 10 december, Oslo, Norge
- 18 december, Köpenhamn, Danmark.

## 2010
Under 2010 gjorde Barack Obama följande utrikesbesök.
- 28 mars: Bagram och Kabul, Afghanistan
- 8 april: Prag, Tjeckien
- 25-27 juni: Huntsville och Toronto, Kanada
- 6-9 november: Mumbai och New Delhi, Indien
- 9-10 november, Jakarta, Indonesien
- 10-12 november, Seoul, Sydkorea
- 12-14 november, Tokyo, Yokohama och Kamakura, Japan
- 19-20 november, Lissabon, Portugal
- 3 december, Bagram, Afghanistan

## 2011
- 19-21 mars: Brasília och Rio de Janeiro, Brasilien[1]
- 21-22 mars: Santiago, Chile[1]
- 22-23 mars: San Salvador, El Salvador[1]
- 23 maj: Dublin och Moneygall, Irland[2]
- 26-27 maj: Deauville, Frankrike[2]
- 27-28 maj: Warszawa, Polen[2]
- 3-4 november: Cannes, Frankrike[3]
- 16-17 november: Canberra och Darwin, Australien[4]
- 17-19 november: Bali, Indonesien[5]

## 2012
- 25-27 mars: Osan och Seoul, Sydkorea[6]
- 13-15 april: Cartagena, Colombia[7]
- 1-2 maj: Bagram och Kabul, Afghanistan[8]
- 17-19 juni: Los Cabos och San José del Cabo, Mexiko[9]
- 18-19 november: Bangkok, Thailand[10]
- 19 november: Yangon, Burma[10]
- 19-20 november: Phnom Penh, Kambodja[10]

## 2013
- 20-22 mars: Tel Aviv och Jerusalem (Israel), samt Ramallah och Betlehem (Palestina)[11]
- 22-23 mars: Amman och Petra, Jordan[11]
- 2-3 maj: Mexico City, Mexiko[12]
- 3-4 maj: San José, Costa Rica[12]
- 17-18 juni: Belfast och Lough Erne, Storbritannien
- 18-19 juni: Berlin, Tyskland[13]
- 26-28 juni: Dakar, Senegal[14]
- 28 juni-1 juli: Johannesburg, Pretoria, Soweto och Kapstaden, Sydafrika[14]
- 1-2 juli: Dar es Salaam, Tanzania[14]
- 4-5 september: Stockholm, Sverige[15]
- 5-6 september: St. Petersburg, Ryssland
- 9-11 december: Johannesburg och Soweto, Sydafrika[16]

## 2014
- 19 februari: Toluca, Mexiko[17]
- 24-26 mars: Amsterdam och Haag, Nederländerna[18]
- 26-27 mars: Bryssel, Belgien[18]
- 27 mars: Vatikanstaten[18]
- 27-28 mars: Rom, Italien[18]
- 28-29 mars: Riyadh, Saudiarabien[19]
- 23-25 april: Tokyo, Japan[20]
- 25-26 april: Seoul, Sydkorea[20]
- 26-28 april: Kuala Lumpur, Malaysia[20]
- 28-29 april: Manila, Filippinerna[20]
- 25-26 maj: Bagram, Afghanistan[21]
- 3-4 juni: Warszawa, Polen[22]
- 4-5 juni: Bryssel, Belgien[22]
- 5-6 juni: Paris, Colleville och Ouistreham, Frankrike[22]
- 3-4 september: Tallinn, Estland
- 4-5 september: Newport och Wiltshire, Storbritannien[23]
- 10-12 november: Beijing, Kina[24]
- 12-15 november: Nay Pyi Taw och Yangon, Burma[24]
- 15-16 november: Brisbane, Australien[24]

## 2015
- 25-27 januari: New Delhi, Indien[25]
- 27 januari: Riyadh, Saudiarabien[26]
- 9-10 april: Kingston, Jamaica[27]
- 10-11 april: Panama City, Panama[28]
- 7-8 juni: Schloss Elmau, Tyskland[29]
- 24-26 juli: Nairobi, Kenya[30]
- 26-28 juli: Addis Ababa, Etiopien[30]
- 14-17 november: Antalya, Turkiet[31]
- 17-20 november: Manila, Filippinerna[31]
- 20-22 november: Kuala Lumpur, Malaysia[31]
- 29 november-1 december: Paris, Frankrike[32]

## 2016
- 20-22 mars: Havana, Kuba[33]
- 23-24 mars: Buenos Aires och Bariloche, Argentina[33]